# Rhizoctonia
Rhizoctonia — рід анаморфних грибів, що належить до порядку Кантарелальні. Види не утворюють спор, але складаються з гіф і склероцій (гіфальні пропагули) і є безстатевими формами грибів роду Thanatephorus. Види Rhizoctonia є сапротрофами, але також є факультативними паразитами рослин, що спричиняють хвороби комерційно важливих сільськогосподарських культур. Вони також є ектомікоризними мікобіонтами зозулинцевих. Назва роду раніше використовувалася для об'єднання багатьох зовні схожих, але неспоріднених грибів.

## Таксономія

### Історія
Назву Rhizoctonia було введено в наукову літературу у 1815 році французьким мікологом Огюстеном Пірамом Декандолем для позначення патогенних грибів рослин, які утворюють як гіфи, так і склероції. «Rhizoctonia» означає «кореневбивця» й оригінальний вид Декандоля  Rhizoctonia crocorum (телеоморфа Protonema brebissonii) є збудником фіолетової кореневої гнилі моркви та інших коренеплодів. Подальші автори додали до роду понад 100 додаткових назв, більшість із яких — патогени рослин, що мають лише поверхневу схожість із типовим видом. У такий спосіб Rhizoctonia стала штучним формовим родом, що містить різноманітну низку неспоріднених видів.
Рухаючись до природнішої класифікації грибів, R.T. Moore у 1987 році запропонував обмежити рід Rhizoctonia типовим видом й спорідненими з ним видами, а неспоріднені види перемістити до інших родів. На жаль, це б означало, що назву найвідомішого, але неспорідненого виду,  Rhizoctonia solani (телеоморфа Thanatephorus cucumeris) було б змінено на Moniliopsis solani. Щоб уникнути цього, згодом було запропоновано, щоб R. solani замінив R. crocorum як типовий вид Rhizoctonia. Цю пропозицію було ухвалено, і зараз тип Rhizoctonia зберігається як R. solani відповідно до Міжнародного кодексу ботанічної номенклатури.

### Поточний статус
У нинішньому розумінні, рід фактично обмежений типовим видом R. solani та його синонімами. Однак назва роду все ще широко використовується в старому, штучному значенні. Молекулярні дослідження, що ґрунтуються на кладистичному аналізі послідовностей ДНК, відносять Rhizoctonia до родини Ceratobasidiaceae.

### Перерозміщення колишніх видів
Всебічне дослідження та перерозміщення видових назв у роді Rhizoctonia було опубліковане Andersen & Stalpers у 1994 році. Нижче наведено лише кілька часто використовуваних видових назв. Багато старих видових назв мають невизначене застосування або ніколи не були дійсно опублікованими, або і те й інше.
- Rhizoctonia bataticola = Macrophomina phaseolina (Botryosphaeriaceae)[3]
- Rhizoctonia carotae = Fibulorhizoctonia carotae (телеоморфа Athelia arachnoidea)(Atheliaceae)[8]
- Rhizoctonia cerealis =  не опублікована назва (телеоморфа Ceratobasidium cereale) (Ceratobasidiaceae)[3][4]
- Rhizoctonia crocorum = Thanatophytum crocorum (телеоморфа Helicobasidium purpureum) (Helicobasidiaceae)[4]
- Rhizoctonia fragariae = не опублікована назва (телеоморфа Ceratobasidium cornigerum) (Ceratobasidiaceae)[4]
- Rhizoctonia goodyerae-repentis = назва з невідомим застосуванням, але загалом розглядається як Ceratobasidium cornigerum (Ceratobasidiaceae)[4]
- Rhizoctonia leguminicola = Botrytis fabae (Sclerotiniaceae)[4]
- Rhizoctonia oryzae = не опублікована назва і з невідомим застосуванням, але загалом розглядається як Waitea circinata (Corticiaceae)[3][4]
- Rhizoctonia ramicola = Ceratorhiza ramicola (телеоморфа Ceratobasidium ramicola) (Ceratobasidiaceae)[3][4]
- Rhizoctonia rubi = не опублікована назва і з невідомим застосуванням (ймовірно Ascomycota)[4]
- Rhizoctonia zeae = Waitea circinata (Corticiaceae)[3][4]

## Оселище та поширення
Види є сапротрофними й трапляються в ґрунті й утворюють базидіокарпи (плодові тіла телеоморфи Thanatephorus) на мертвих стеблах та детриті рослин. Вони також є умовно-патогенними мікроорганізмами рослин, з майже необмеженим колом хазяїв, і були виділені з мікоризи зозулинцевих. Поширення видається космополітичним.

## Економічне значення
Rhizoctonia solani спричиняє широке коло комерційно значущих хвороб рослин.
Деякі види з роду Rhizoctonia можуть ефективно перетворювати триптофан в індол-3-оцтову кислоту та / або триптофол.